# Mlinci

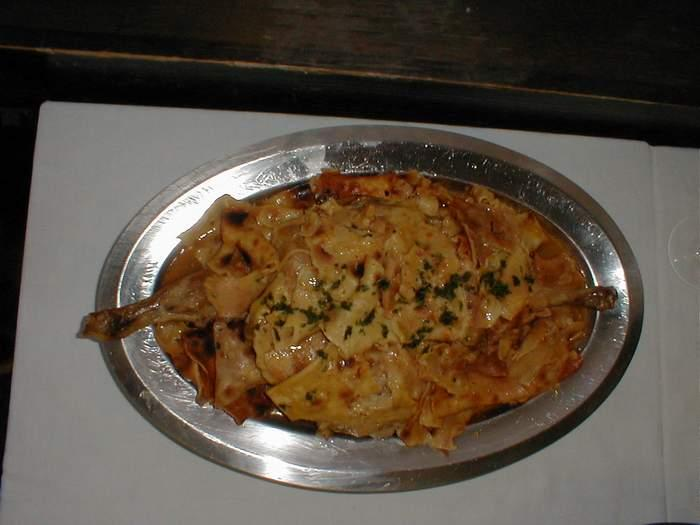
Mlinci

Mlinci zijn grote vellen gebakken deeg die vooral in Kroatië worden gegeten. Het wordt gemaakt van bloem met water of ei. Het deeg wordt vervolgens in de oven gebakken en daaruit ontstaan harde vellen. Om ze te eten moeten ze eerst worden overgoten met kokend water. Het wordt vaak gegeten in combinatie met gebraden kip, waarvan de jus en de vetten met de mlinci worden vermengd.